# Eerke Albert Smidt
Eerke Albert Smidt (Assen, 8 juni 1858 - 's-Gravenhage, 14 november 1925) was een Nederlands politicus.
Smidt was een vooruitstrevend liberaal Tweede Kamerlid, dat zich in 1901 aansloot bij de vrijzinnig-democraten. Hij was de zoon van de liberale minister H.J. Smidt. Hij was na advocaat te zijn geweest, werkzaam bij het Openbaar Ministerie en kwam in 1893 tussentijds als 36-jarige in de Kamer voor het district Veendam door Treub met één stem verschil te verslaan. Hij verloor in 1899 verrassend zijn zetel aan de 33-jarige sociaaldemocraat Schaper, toen hij zich wegens benoeming tot officier van justitie aan herverkiezing moest onderwerpen. Hij keerde in 1901 echter terug in de Kamer. Hij voerde regelmatig het woord over hoofdzakelijk 'kleinere' onderwerpen.
- Biografisch Portaal: 65713139
- International Standard Name Identifier: 0000 0003 9484 4871
- Library of Congress Control Number: no2018000317
- Nederlandse Thesaurus van Auteursnamen: 073369209
- Parlement.com: vg09ll8xxcz4
- Virtual International Authority File: 289463250
- WorldCat: E39PBJj8QpmbqmMQVhfq4gfQbd